# Сантьяго
Сантья́го (исп. Santiago [sanˈtjaɣo]) — столица и крупнейший город Чили. Административный центр Столичной области и провинции Сантьяго. Представляет собой конгломерат 37 разрозненных коммун без единого органа управления.
Основан в 1540 году испанским консулом Педро де Вальдивия, назван в честь святого Иакова. Имеет статус столицы с 1817 года.
Город расположен в межгорной котловине у подножия Анд на высоте около 540 метров над уровнем моря, менее чем в 100 км к востоку от Тихого океана, подвержен землетрясениям. Климат средиземноморский.
Население — 5 279 190 человек (2020), или 36 % населения страны, один из крупнейших городов Южной Америки. Главный политический, экономический и культурный центр Чили. Относится к глобальным городам второго порядка (тип Альфа−). Производит 43 % ВВП страны (2005). Транспортный узел на Панамериканском шоссе. В Сантьяго расположена штаб-квартира Экономической комиссии для Латинской Америки и Карибского бассейна.

## Этимология
Сантьяго, основан под названием исп. Santiago de Nueva Extremadura, также известный как Сантьяго-де-Чили («чилийский Сантьяго»), был назван по имени покровителя Испании святого Яго — апостола Иакова (исп. Santiago, San Iago, San Tiago, San Diego).
Сантьяго в узком смысле означает коммуну Сантьяго — административную единицу, которая занимает площадь исторического города. Её часто называют центром, центральным Сантьяго (исп. Santiago Centro). Также существует провинция Сантьяго и Столичная область. В широком смысле (без уточнений) Сантьяго означает город или агломерацию, состоящую из 37 коммун, также известную как Большой Сантьяго (исп. Gran Santiago).

## История
В прошлом на территории современного города проживали инки. В декабре 1540 года в долину реки Мапочо из Перу прибыли испанцы под предводительством конкистадора Педро де Вальдивия, впоследствии ставшего первым губернатором Чили, который 12 февраля 1541 года основал город под названием Сантьяго-де-Нуэва Эстремадура. Эстремадура была родиной Вальдивии в Испании.
Строительство нового города было поручено Педро де Гамбоа, который спроектировал улицы по гипподамовой системе. В центре была разбита главная площадь — Пласа де-Армас («Оружейная площадь») с домом губернатора, собором и тюрьмой. Несколько месяцев спустя Вальдивия был вынужден отправиться на Арауканскую войну, и 11 сентября 1541 года Сантьяго был разорён индейцами.

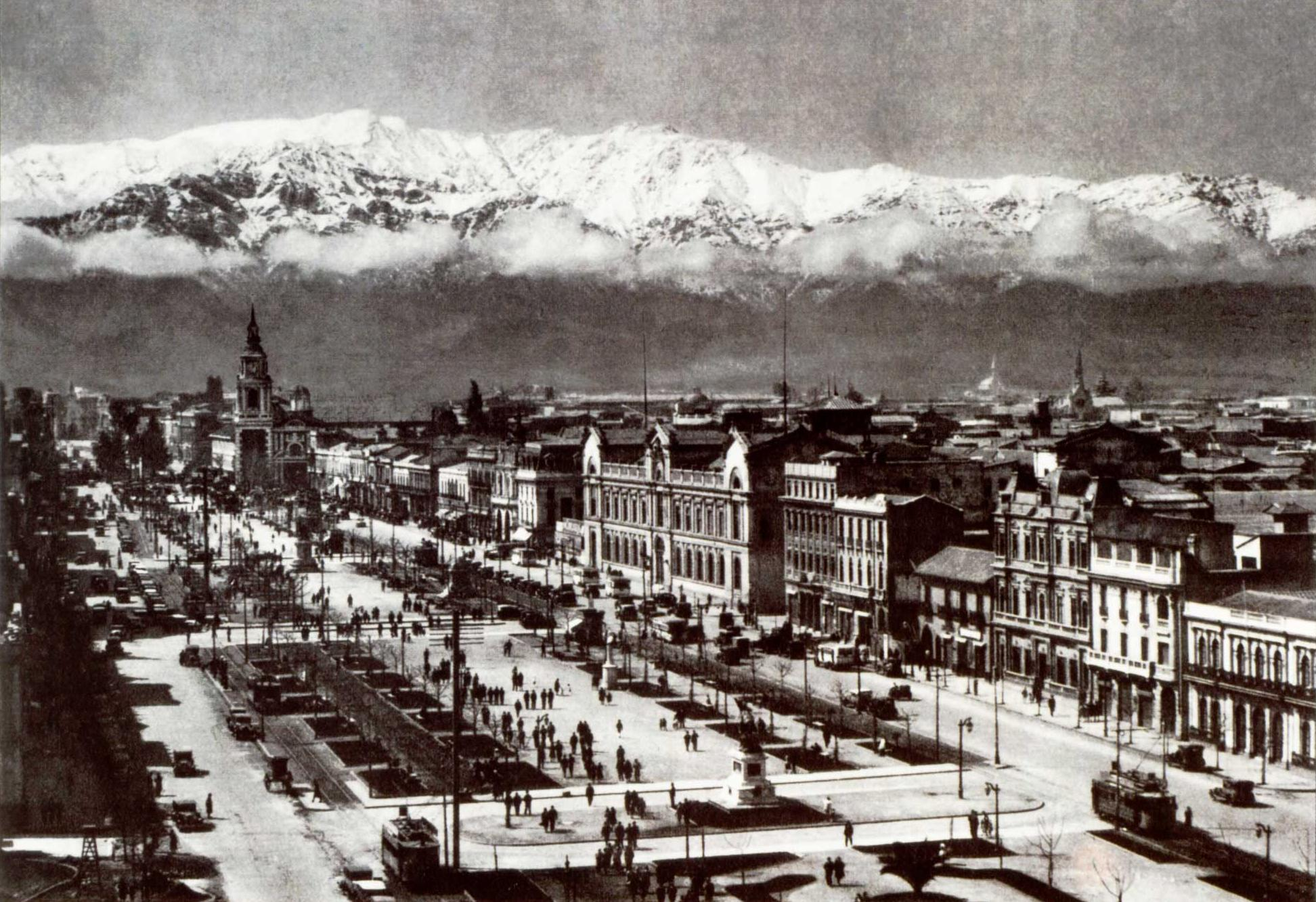
Аламеда в 1929 году

В 1561 году из камня построен кафедральный собор; в 1618 году построена церковь Святого Франциска. В 1575 году город пережил землетрясение, в 1590 году — эпидемию оспы, в 1608 и 1618 годах — наводнение реки Мапочо. Опасность вражеского нападения и серия разрушительных землетрясений препятствовали размещению в городе королевского суда до 1607 года. Землетрясение 1647 года унесло 600 жизней. Из-за землетрясений церковь Святого Доминика заново строилась четыре раза. До XIX века Сантьяго служил резиденцией испанского губернатора и генерал-капитана (с 1778 года). В 1798 году открыт каменный мост через реку Мапочо.
Народное восстание в Сантьяго 14 июля 1810 года положило начало войне за независимость Чили, продолжавшейся до 1818 года. После провозглашения независимости страны Сантьяго был объявлен столицей. В 1822 и 1835 годах произошло два землетрясения. В 1870-е годы благодаря резкому развитию горнодобывающей промышленности предпринимателями было построено множество дворцов. В 1857 году в Сантьяго пришла железная дорога. На рубеже XIX—XX веков город обошёл Вальпараисо по объёму промышленного производства.
После Великой депрессии 1929 года, приведшей к упадку промышленности в стране, Сантьяго стал новым домом для оставшихся без работы чилийцев. В 1960-е годы были приняты первые планы развития Большого Сантьяго. В сентябре 1973 года в городе происходили ожесточённые бои между мятежниками и сторонниками Сальвадора Альенде. В ходе уличных боёв городу был нанесён значительный ущерб. 27 февраля 2010 года Сантьяго пережил сильное землетрясение.

## Физико-географическая характеристика

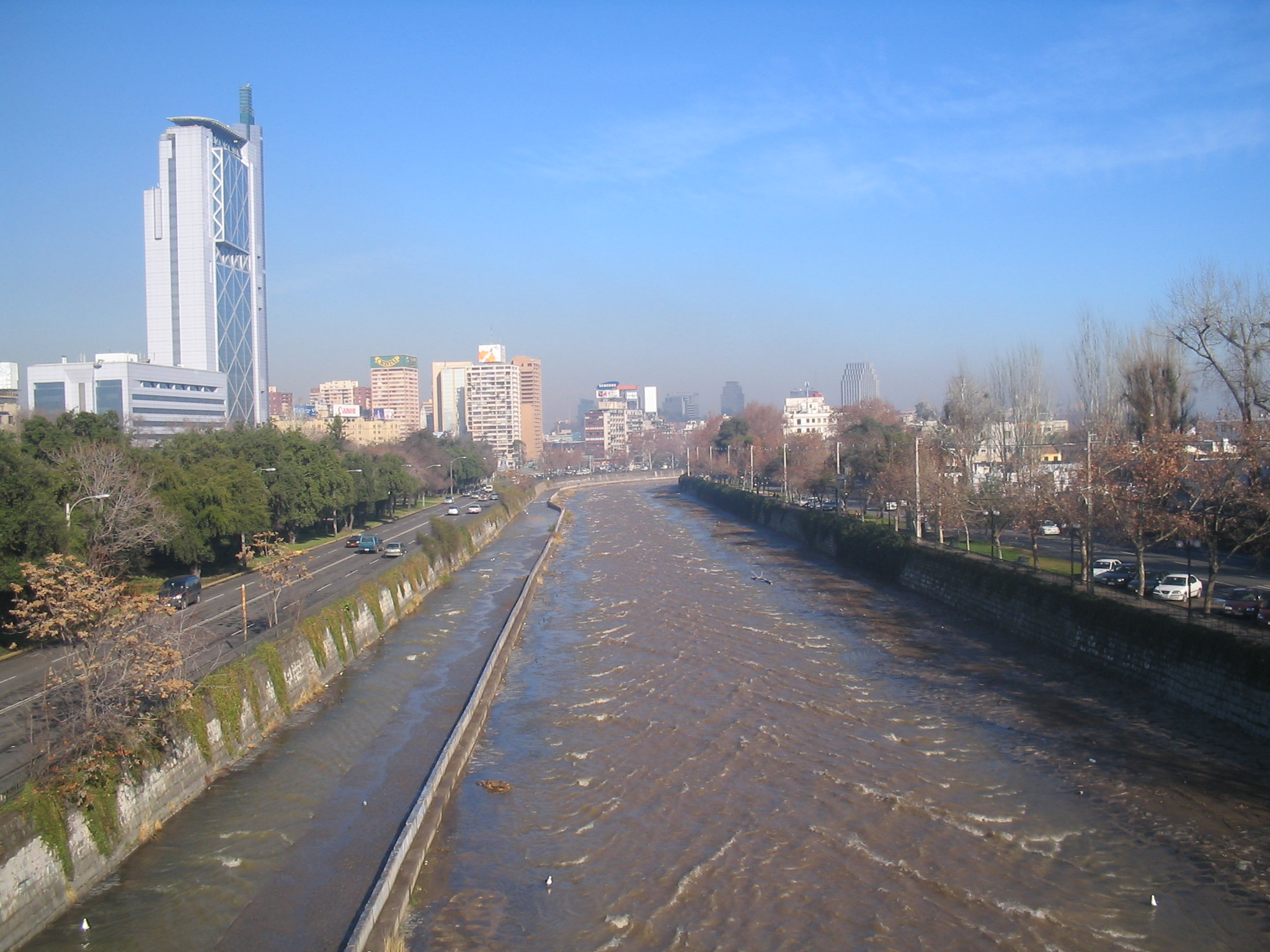
Река Мапочо

Сантьяго расположен в центральной части Чили на равнине Сантьягского бассейна (котловине) — части Продольной долины на берегах реки Мапочо в окружении горных хребтов: Главной Кордильеры Анд на востоке, Чакабуко на севере и Береговой Кордильеры на западе.
Расстояние до Тихого океана составляет менее 100 км. Размеры города: длина — около 80 км с севера на юг и 35 км с востока на запад. Площадь — около 750 км² (по другим данным — 600 км²).
Высота города: от 450 м до 900 метров, центра — 540 м над уровнем моря. Самая высокая точка находится в районе Ренка — 905 м. В нескольких десятках километров находятся активные вулканы Тупунгато (высотою 6570 м), Тупунгатито (5913 м), Сан-Хосе (5856 м) и Майпо (5323 м).
Главная река в черте города — Мапочо, в апреле сильно мелеет.

### Климат
Климат Сантьяго средиземноморский, с длительным засушливым сезоном и дождливой зимой. Прибрежные горы Береговые Кордильеры служат экраном, снижающим влияние океана, формируя в районе Сантьяго более континентальный климат. Колебания суточных температур в летний период могут превышать 30 °C. Лето (с ноября по март) жаркое и сухое. Зима (с июня по сентябрь) дождливая.
| Показатель                                                             | Янв. | Фев. | Март | Апр. | Май  | Июнь | Июль | Авг. | Сен. | Окт. | Нояб. | Дек. | Год  |
| ---------------------------------------------------------------------- | ---- | ---- | ---- | ---- | ---- | ---- | ---- | ---- | ---- | ---- | ----- | ---- | ---- |
| Абсолютный максимум, °C                                                | 39   | 37   | 36   | 34   | 31   | 29   | 27   | 30   | 33   | 36   | 38    | 40   | 40   |
| Средний суточный максимум, °C                                          | 30,6 | 30,4 | 27,5 | 23,3 | 18,3 | 15,3 | 14,8 | 16,7 | 19,0 | 22,1 | 26,3  | 28,5 | 22,7 |
| Средняя температура, °C                                                | 22,2 | 21,4 | 19,1 | 15,7 | 12,3 | 9,8  | 9,4  | 10,7 | 12,5 | 15,2 | 18,2  | 20,3 | 15,5 |
| Средний суточный минимум, °C                                           | 13,3 | 12,4 | 10,7 | 8,0  | 6,3  | 4,3  | 3,9  | 4,8  | 6,1  | 8,3  | 10,1  | 12,0 | 8,3  |
| Абсолютный минимум, °C                                                 | 6    | 6    | 3    | 1    | −3   | −5   | −7   | −6   | −2   | −1   | 2     | 2    | −7   |
| Норма осадков, мм                                                      | 0    | 0    | 3    | 10   | 42   | 70   | 86   | 51   | 22   | 13   | 9     | 2    | 312  |
| Источник: BBC Weather (температура), Meteorología Interactiva (осадки) |      |      |      |      |      |      |      |      |      |      |       |      |      |

### Экология

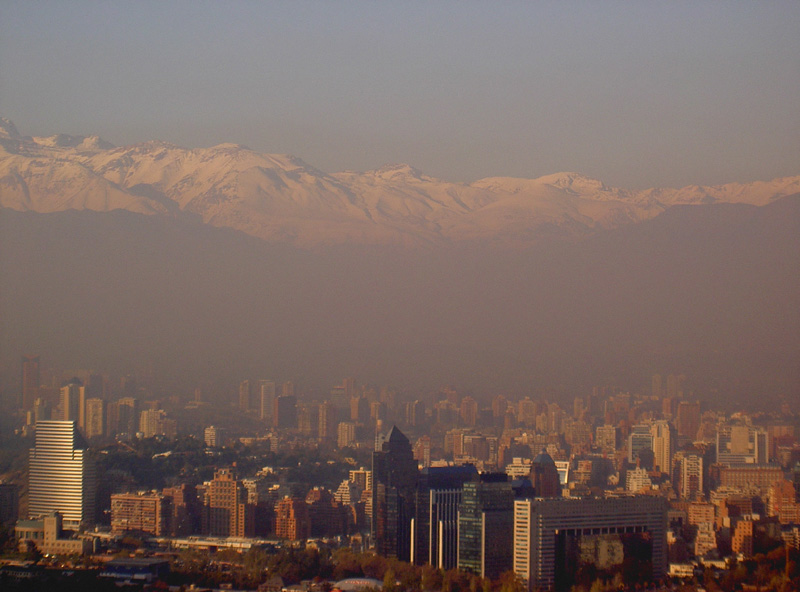
Смог над городом

Сантьяго расположен в природном районе со склерофитной растительностью, известном как Чилийский маторраль, с низкими полукустарниками, который был сильно изменён человеком в ходе сельскохозяйственного освоения местности. Это привело к деградации, включая эрозию почвы (опустыниванию). Зелёные зоны в 1992 году покрывали всего 2,5 % площади города.
В Сантьяго, как и во многих крупных городах Латинской Америки, существует проблема смогов. Расположение в котловине способствует застою выхлопных газов автомобилей и промышленных выбросов на протяжении всего года, особенно осенью и зимой.
Реки долгое время оставались загрязнёнными промышленными отходами и бытовой канализацией; в 2012 году очистные сооружения перерабатывали до 100 % всех стоков города.
По состоянию на 2006 год 100 % твёрдых бытовых отходов города утилизировалось на городских свалках.

## Население

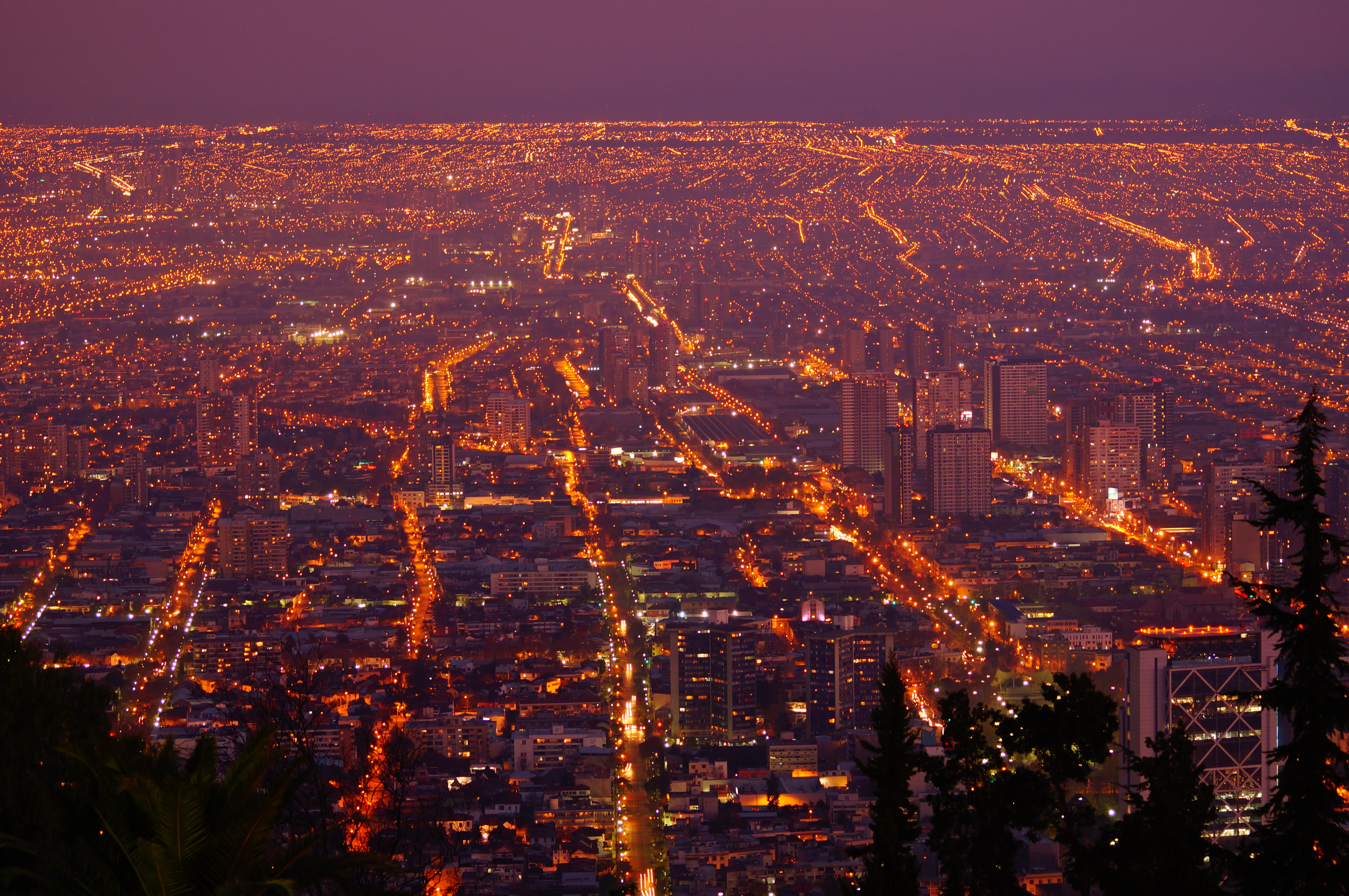
Ночной вид Сантьяго

По данным переписи населения 2002 года, численность населения Большого Сантьяго в пределах столичной территории Сантьяго (исп. área metropolitana de Santiago) составила 5 428 590 человек, или 35,9 % всего населения страны и 89,6 % населения Столичной области. При этом 79 % жителей родились в Сантьяго. 3,3 % жителей индейского происхождения: 3,16 % — арауканы, 0,05 % — аймара, 0,03 % — кечуа и 0,02 % — рапануйцы.
Наибольшими темпами население города (как и его площадь) росло в XX веке: так в 1907 году его численность составляла 384 тысячи человек, в 1940 году — 1,0 млн, в 1960 году — 2,0 млн, 1982 году — 3,9 млн, 1992 году — 4,7 млн человек.
Сантьяго — один из крупнейших городов Южной Америки. Агломерация Сантьяго насчитывает 6,243 млн человек (2014 год).

## Символика
Герб и флаг коммуны Сантьяго
Большой Сантьяго собственной символики не имеет.
Каждая из 37 коммун Сантьяго имеет свою символику. Герб коммуны Сантьяго, до 1891 года — герб города Сантьяго, был получен вместе со статусом города в 1552 году от императора Священной Римской империи Карла V. На белом фоне щита изображён лев, держащий в лапе меч, фон окаймлён синей рамкой с восемью гребешками золотого цвета, щит венчает золотая корона. В 1863—1913 годы использовался герб с изображением гор, зелени и реки Мапочо.
Флаг коммуны Сантьяго, принятый в XX веке, представляет собой полотнище из синей и жёлтой вертикальных полос, в центре полотнища изображён герб Сантьяго. Гимн коммуны Сантьяго появился в 1991 году.

## Власть
1. Сантьяго (коммуна) является столицей страны с момента провозглашения независимости Чили в 1818 году, хотя в действующей конституции Чили отсутствует положение о столице[21]. В коммуне расположены исполнительная и судебная ветви власти. Парламент — Национальный конгресс в 1990 году с целью децентрализации власти был перемещён из Сантьяго во второй по величине город страны — Вальпараисо, где также находятся главнокомандующий ВМФ, Национальный совет по культуре и искусству и некоторые другие органы.

C 1891 года город существует как конгломерат самостоятельных муниципальных образований без единого органа управления (таким был, например, Лондон в период с 1986 по 2000 годы). Согласно Национальному институту статистики, Большой Сантьяго состоит из 36 коммун и части коммуны Сан-Хосе-де-Майпо. Одна из 37 коммун Большого Сантьяго — коммуна Сантьяго управляет только в границах исторического центра площадью 22,4 км². Каждая из коммун имеет свой совет и мэра, которые избираются населением. Кроме коммун, участие в управлении города, не существующего как единое целое, принимают участие власти четырёх провинций и Столичной области.
В состав Большого Сантьяго входит 32 коммуны провинции Сантьяго, 3 коммуны провинции Кордильера, 1 коммуна провинции Талаганте и 1 коммуна провинции Майпо.
Большой Сантьяго

По данным на 2021 год
| 1. Сантьяго 2. Реколета 3. Провиденсия 4. Нуньоа 5. Макуль 6. Сан-Хоакин 7. Сан-Мигель 8. Педро-Агирре-Серда 9. Эстасьон-Сентраль 10. Ло-Прадо 11. Кинта-Нормаль 12. Индепенденсия 13. Уэчураба |  | 1. Витакура 2. Лас-Кондес 3. Ла-Рейна 4. Пеньялолен 5. Ла-Флорида 6. Ла-Гранха 7. Сан-Рамон 8. Ла-Систерна 9. Ло-Эспехо 10. Серрильос 11. Серро-Навия 12. Ренка 13. Кончали |  | 1. Ло-Барнечеа 2. Сан-Хосе-де-Майпо 3. Пуэнте-Альто 4. Пирке 5. Ла-Пинтана 6. Эль-Боске 7. Сан-Бернардо 8. Майпу 9. Падре-Уртадо 10. Пудауэль 11. Киликура |

## Экономика
Сантьяго является экономическим центром страны. В нём сосредоточены банки, штаб-квартиры крупнейших корпораций и Экономической комиссии ООН по Латинской Америке и Карибскому бассейну.
В 2005 году Столичная область производила 42,68 % ВВП Чили (по ППС — четвёртое место среди городов Южной Америки). С 1893 года работает Фондовая биржа Сантьяго.
Промышленные предприятия производят примерно половину промышленной продукции страны. Сантьяго является одним из крупнейших центров текстильного производства Южной Америки, развиты также пищевая, обувная и швейная промышленности. В Сантьяго находятся заводы и фабрики химической, фармацевтической, целлюлозно-бумажной, металлургической, электротехнической и машиностроительной индустрий.
Крупным работодателем в Сантьяго является чилийское правительство. Значительная часть активного населения Сантьяго работает также в сфере образования, торговли и обслуживания.

### СМИ
В Сантьяго расположены почти все средства массовой информации Чили национального уровня, в том числе крупнейшие медиагруппы El Mercurio и Copesa, которые издают ведущие ежедневные газеты страны «El Mercurio» и «La Tercera». Городская телебашня «Энтель» высотою 127 метров, построенная в 1974 году, расположена в центре города.

## Транспорт

#### Общественный транспорт
Системой общественного транспорта управляет компания «Transantiago», которая предоставляет метро и автобусы. Метрополитен в Сантьяго существует с 1975 года и состоит из 7 линий и 136 станций; две линии находятся в стадии строительства (2014 год). Автобусы европейских марок обслуживаются частными перевозочными компаниями. Оплата проезда применяется с использованием бесконтактной карты. Такси имеют чёрную окраску с жёлтой крышей.
Развита система каршеринга Awto,.
Также в городе в разных коммунах действуют системы проката велосипедов и электросамокатов Itaú, Mobike, Lime, JUMP и т. д.

#### Аэропорт
Международный аэропорт Сантьяго «Артуро Мерино Бенитес» расположен в 15 км от центра города в коммуне Пудауэль. Построенный 9 февраля 1967 года на смену устаревшему аэропорту Серрильос, «Артуро Мерино Бенитес» является крупнейшим аэропортом страны и одним из крупнейших аэропортов Южной Америки.
В 2015 году началось расширение аэропорта — было начато строительство нового международного терминала, благодаря которому пропускная способность аэропорта сможет увеличиться до 30 миллионов пассажиров в год.
Аэропорт является базовым хабом для крупнейшей авиакомпании Латинской Америки LATAM Airlines, а также лоукостеров SKY Airline

#### Железнодорожный транспорт

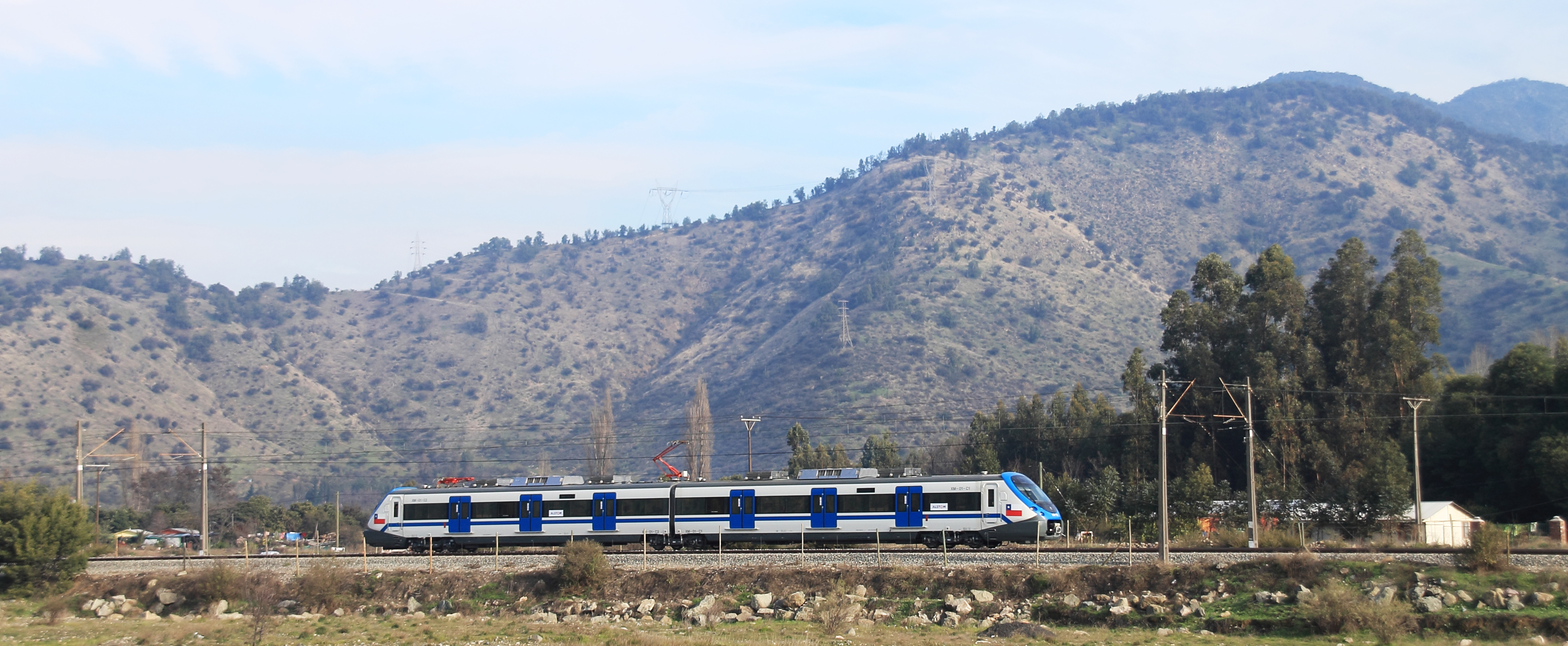
Электричка до города Ранкагуа

В настоящее время в Сантьяго функционирует только один железнодорожный вокзал — Центральный вокзал, расположенный в коммуне Эстасьон-Сентраль на одноимённой станции метро. Центральная железнодорожная станция называется «Alameda». С этой станции регулярно отправляется пригородная электричка до станции «Nos», а также скоростной поезд до города Ранкагуа.
Единственное регулярное железнодорожное сообщение на дальнее направление связывает Сантьяго с городом Чильян.

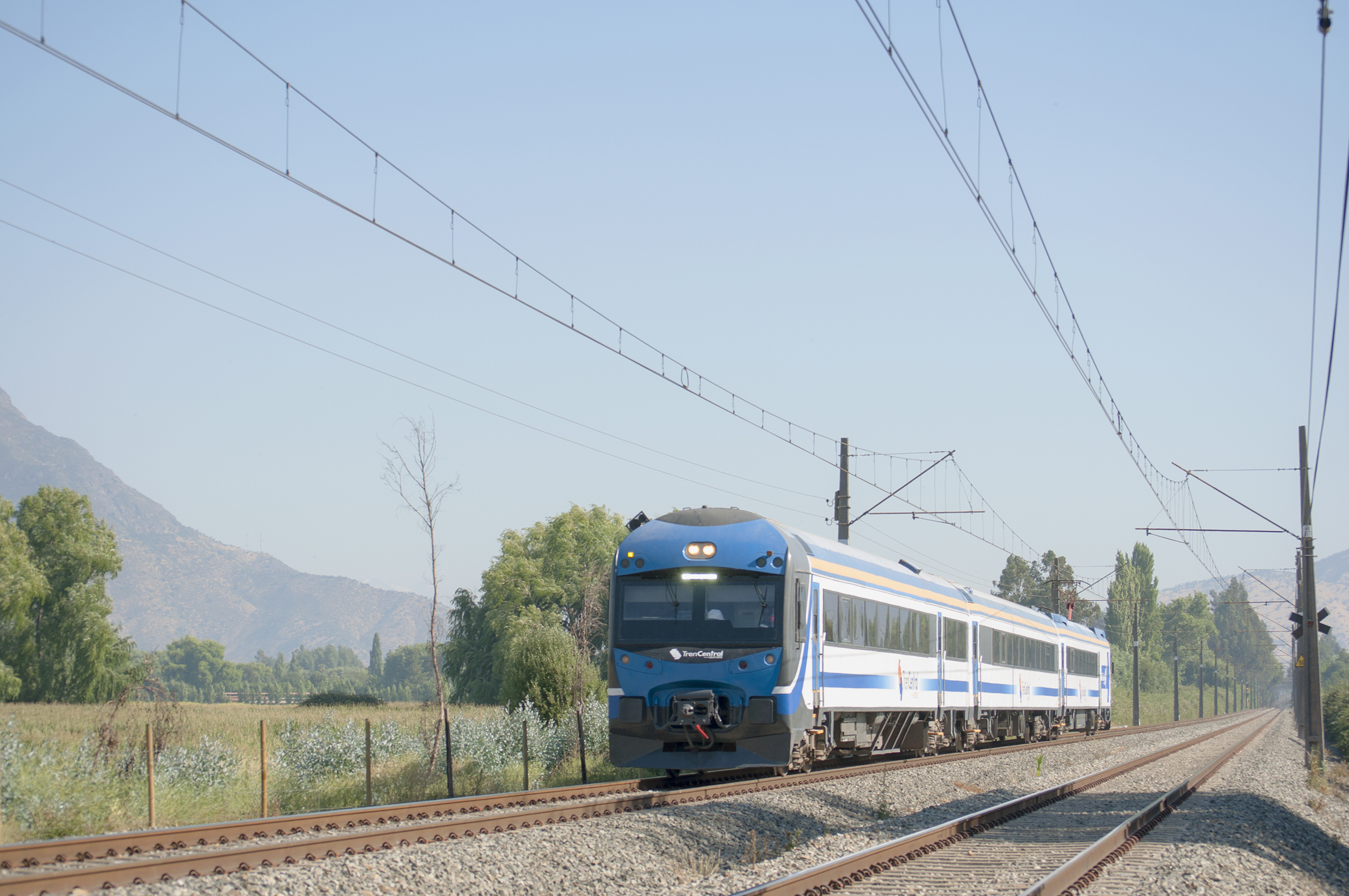
Поезд «TerraSur» в направлении города Чильян

Также несколько раз в год из Сантьяго отходят туристические поезда:
- «Sabores del Valle» в направлении города Сан-Фернандо[28];
- «Sabores del Maule» до города Талька[29];
- «Tren del Recuerdo» в направлении города Сан-Антонио в регионе Вальпараисо[30].

В 2018 году было восстановлено железнодорожное сообщение с городом Темуко. Сейчас это самое дальнее направление на поезде из Сантьяго, однако отправления происходят всего несколько раз в месяц.
В январе 2020 года был запущен сезонный ночной поезд до Консепсьона.
В 2019 году было объявлено о строительстве нескольких дополнительных скоростных железнодорожных веток — в Мелипилью и Батуко.
Несколько лет ведутся переговоры о строительстве скоростной железнодорожной ветки между Сантьяго и Вальпараисо. В первой половине 2019 года было объявлено о международном конкурсе на разработку и строительство проекта, который должен соединить конечную станцию метро Вальпараисо со станцией метро Del Sol (L5) в Сантьяго.

#### Междугородное автобусное сообщение
В Сантьяго есть несколько автовокзалов, в зависимости от направления движения перевозчиков:
- «Santiago» — главный автовокзал города, расположенный недалеко от станции метро Universidad de Santiago (L1). С этого автовокзала отходят автобусы по всем направлениям в стране, а также международные маршруты в Аргентину и Перу;
- «Alameda» — расположен на станции метро Universidad de Santiago (L1). Используется перевозчиками Tur Bus и Pullman Bus как основной терминал;
- «Pajaritos», расположенный на одноимённой станции метро (L1). Отсюда отходят автобусы в направлении Вальпараисо;
- «San Borja», находящийся в одном комплексе с железнодорожным вокзалом на станции метро Estación Central (L1). Основное направление автобусов — север Чили, Перу и Боливия.

Из-за того, что большая часть автовокзалов города находится в густонаселённой части коммуны Эстасьон-Сентраль, нередки случаи пробок из автобусов, которые пытаются заехать на автовокзалы во время часа-пик. Из-за этого время поездки может удлиняться более чем на час.
Чтобы разгрузить городские улицы, в 2019 году было объявлено о строительстве единого крупного пересадочного узла на станции метро Lo Valledor (L6) в коммуне Педро-Агирре-Серда, куда переместятся все автобусные перевозчики кроме тех, кто оперирует с автовокзала на станции метро Pajaritos. Ожидается, что новый автовокзал будет крупнейшим в Южной Америке.

## Спорт

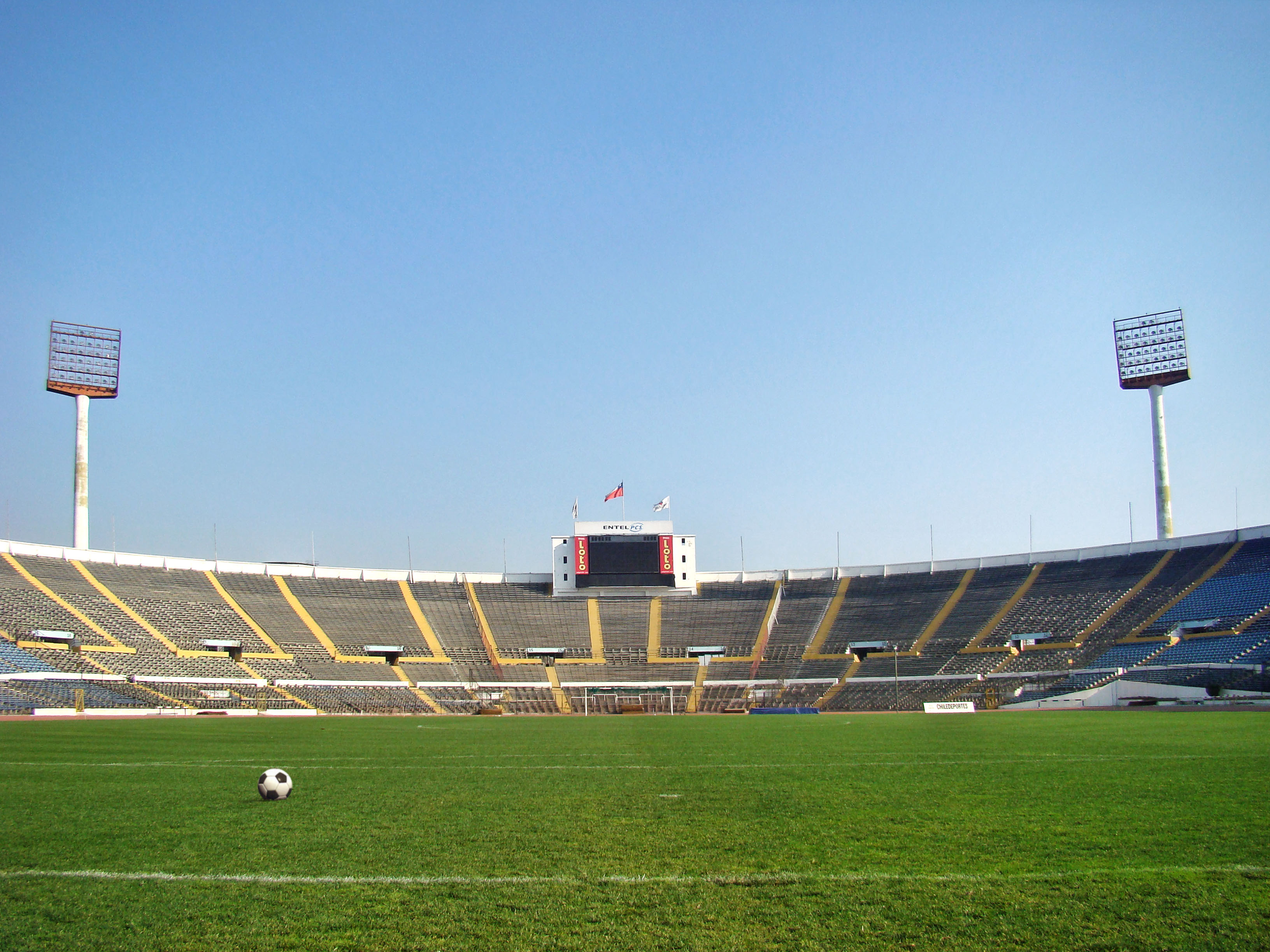
Национальный стадион

Основной вид спорта чилийской столицы — футбол, в который на профессиональном уровне играет девять команд, в том числе «Коло-Коло», «Аудакс Итальяно», «Палестино», «Унион Эспаньола», «Универсидад де Чили», «Универсидад Католика», «Магальянес», «Сантьяго Морнинг». Здесь находится штаб-квартира Чилийской федерации футбола.
Главная футбольная арена страны — Национальный стадион на 47 тысяч зрителей, домашний стадион для сборной Чили по футболу. Второй крупный стадион — «Монументаль Давид Арельяно».
Среди других видов спорта — чилийское родео, теннис, баскетбол. В Андах развиты зимние виды спорта: в нескольких десятках километрах к северо-востоку расположены горнолыжные курорты Фареллонес, Колорадо и другие.
В Сантьяго проходили чемпионат мира по футболу 1962 года, чемпионат Южной Америки и Кубок Америки 1926, 1941, 1945, 1955, 1991, 2015 годов; чемпионат мира по футболу среди молодёжных команд 1987 года; чемпионат мира по футболу (до-20 лет) 2008 года; Южноамериканские игры 1986 и 2014 годов.

## Образование
Университеты

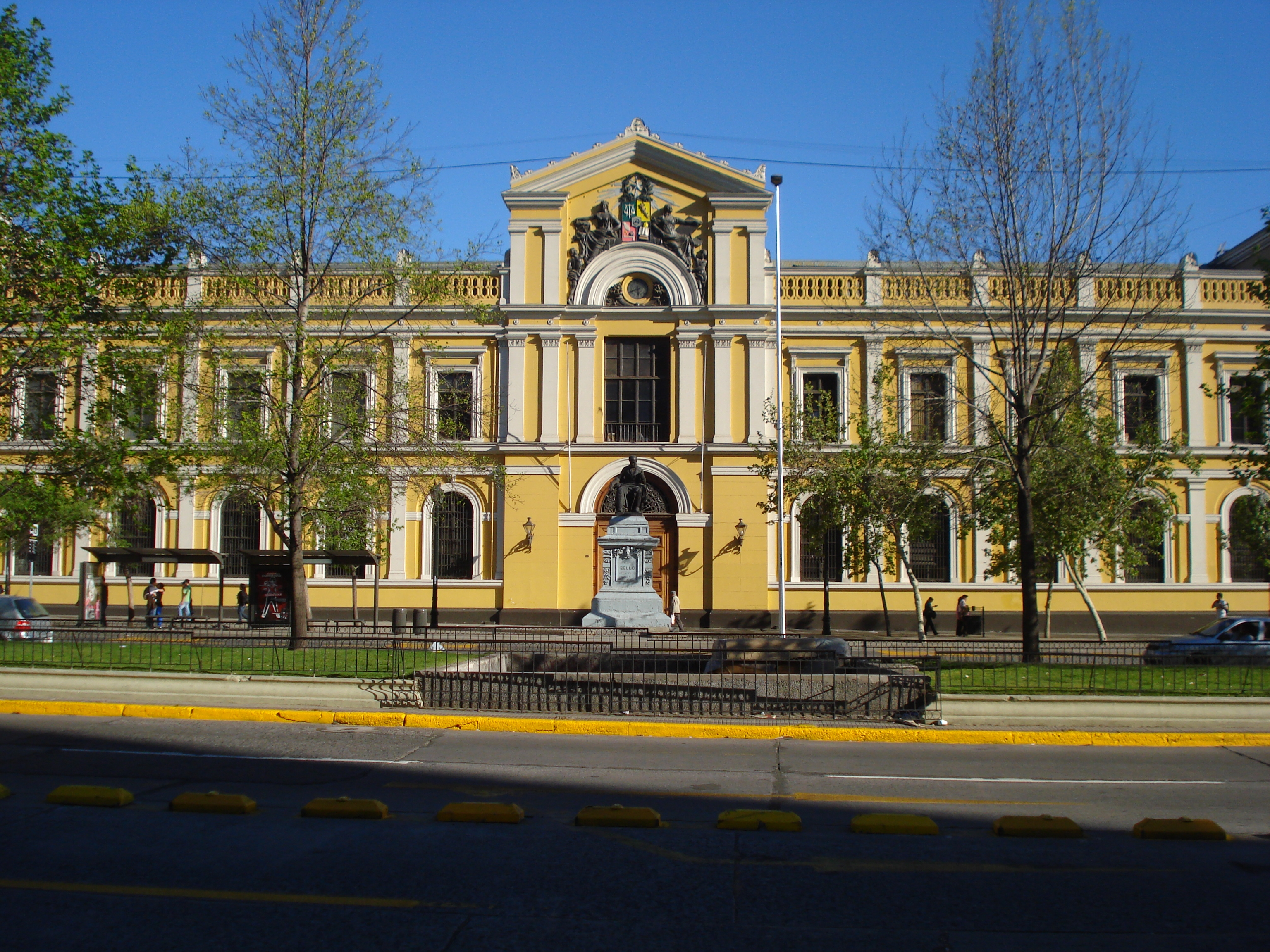
Чилийский университет

- Чилийский университет, основанный в 1842 году, является крупнейшим вузом страны;
- Университет Сантьяго, ведёт свою историю с 1849 года;
- Католический университет Чили, основан в 1888 году;
- Столичный университет педагогических наук;
- Столичный технический университет.

## Культура и досуг

#### Музеи

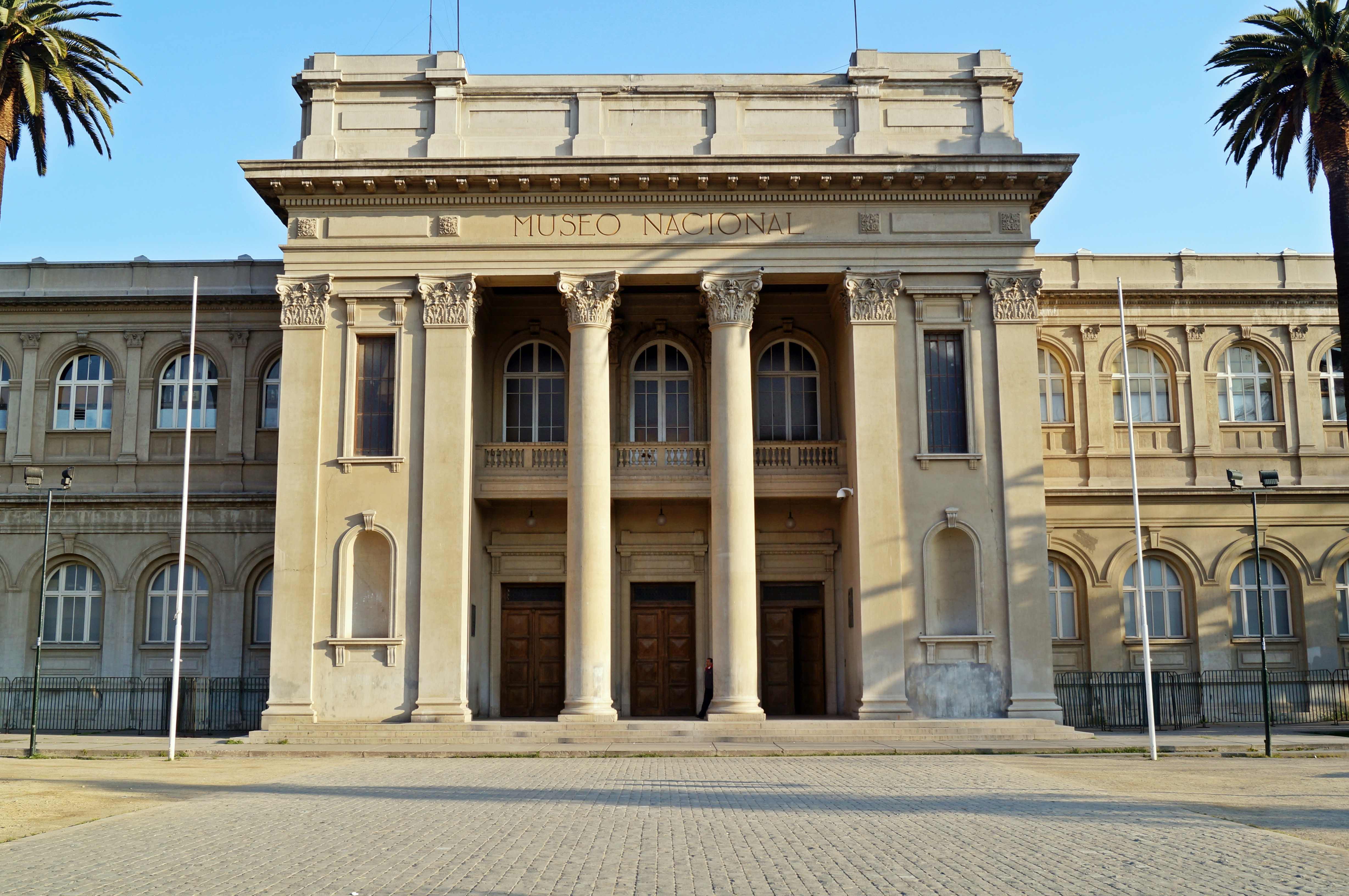
Музей естественной истории

Музей доколумбова искусства интересен с точки зрения антропологии, археологии и этнографии, так как имеет очень богатую коллекцию предметов культур индейских племён доколумбова периода. Коллекция из 3100 предметов представляет период в 10 тысяч лет истории Латинской Америки. Коллекция даёт представление не только о повседневной жизни народов Латинской Америки, но и об истории, о мистических и культовых обычаях, об архитектуре, войнах, флоре и фауне, о языках.
Национальный музей изящных искусств, разместившийся в Палацио де Бельяс Артес, был основан в 1880 году. Он является старейшим музеем Латинской Америки. В музее собрана прекрасная коллекция живописи и скульптуры, начиная с колониальных времён и заканчивая современностью. Музей современного искусства был открыт в 1947 году. Он насчитывает около 2 тысяч произведений искусств, в которые входят такие разделы, как живопись, скульптура, графика, фотография. Можно посетить экспозиции работ известных чилийских живописцев, таких, как Немесио Антунес и Гильермо Нуньес. В музее постоянно проводятся различные выставки современного европейского искусства.
Чилийский национальный музей естественной истории, основанный в 1830 году, музей народного американского искусства и другие музеи (анатомический, археологический и педагогический). Музей Сантьяго документирует и прекрасно освещает всю историю и города и страны, а также дом-музей великого чилийского поэта Пабло Неруды. Национальный музей Бенхамина Викунья Маккенна, посвящённый этому историку и политику XIX века. Музей памяти и прав человека открыт 11 января 2010 года.

#### Библиотеки
В центре города на станции метро Santa Lucia (L1) расположена главная библиотека страны — Национальная библиотека Чили. Помимо неё, в большинстве коммун есть много небольших районных библиотек для местных жителей. Самая необычная библиотека находится на подземном уровне здания CChC в коммуне Лас-Кондес — в ней все полки автоматизированные и запрашиваемая книга просто выезжает из стены.

## Архитектура
Наиболее важным историческим местом и достопримечательностью Сантьяго является холм Санта Лусия, на котором высится старинный замок. Именно у подножия этого холма, в долине реки Мапочо конкистадор Педро де Вальдивия основал город Сантьяго. На площади Пласа де Армас в год 150-летия независимости Чили в 1960 году был воздвигнут памятник основателю города Педро де Вальдивия. Окружают площадь такие сооружения, как Дом губернаторов, Муниципалитет, здание Королевской Аудиенции, где сейчас находится Национальный Исторический музей, представляющий прекрасные экспозиции, посвящённые истории чилийской живописи и прикладного искусства, Кафедральный Собор — самый большой в Чили, и Дворец Ла Монеда, в котором изначально размещался монетный двор, а позднее он стал резиденцией правительства.
В центре города находится прямоугольная площадь Пласа де Армас («Оружейная площадь»), которая является главной площадью столицы. По её периметру расположены здания в стиле барокко, построенные в колониальный период. Из них наиболее примечателен католический собор (1541—1619 годы), президентский дворец Ла Монеда (1780—1805 годы) и Ратуша (XVIII век). Главная улица города — авенида Бернардо О’Хиггинса, которую также часто называют Аламеда («Тополевая аллея»). В числе других архитектурных достопримечательностей — монетный двор и церковь Сан-Франсиско, построенная в 1618 году. В столице часто встречаются постройки в стиле модерн, неоклассики и неоготики. XX век добавил к облику города комплекс высоких административных и жилых зданий. Кроме того, в центральной части города расположена площадь Бакедано.
Город «охраняет» белокаменное изваяние Девы Марии, возвышающееся на горе Сан-Кристобаль, куда можно попасть на подъёмнике. С горы открывается вид на окрестности. Это любимое место для прогулок горожан, её можно назвать центральным парком, здесь находится зоопарк, ботанический сад, бассейны, музей вин, здесь рестораны, площадки для прогулок.
Муниципальный Театр Оперы и Балета, построенный в 1857 году и открывшийся 17 декабря того же года постановкой оперы Джузеппе Верди «Эрнани», считается одним из лучших на континенте. Многие известные артисты выступали на подмостках этого театра — от Анны Павловой до Пласидо Доминго. В 1974 году муниципальный театр был внесён в список Национальных Памятников Чили.
Копией парижского Пети Пале является дворец искусства Палацио де Бельяс Артес в парке Форесталь, который в 1976 году также стал Национальным Памятником Чили, а район Беллависта, известный как «Парижский квартал», является одной из самых ярких областей города, с бесчисленными ресторанчиками на любой вкус и ярмаркой ремёсел. В городе находится здание юстиции, в котором расположен Верховный суд Чили — высшая судебная инстанция в стране.
Среди парков: парк Метрополитано, самый большой из парков размером 780 га; парк Араукано, основан в XVII веке; парк Ботанико, в нём около 70 видов деревьев; парк Лас-Эскультурас («Парк Скульптур»); Парке-де-лос-Рэйес («Парк Королей»), построен в честь 500-летия открытия Америки; парк О’Хиггинс, в нём находится деревушка, Музей Уасо, Музей насекомых и раковин, Аквариум и Центр ремёсел; другие парки: Альмагро, Гранхавентура, Бустанменте, Инес-де-Суарес, Хуан XIII, Мауида, Бисентенарио, Форесталь.

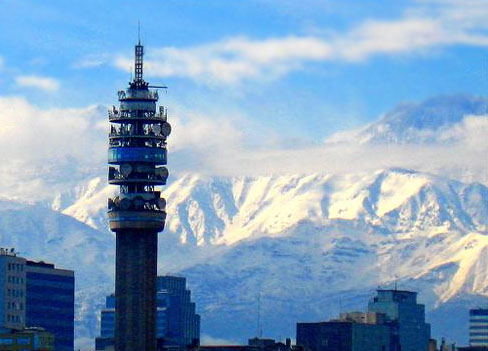
Телебашня «Энтель»
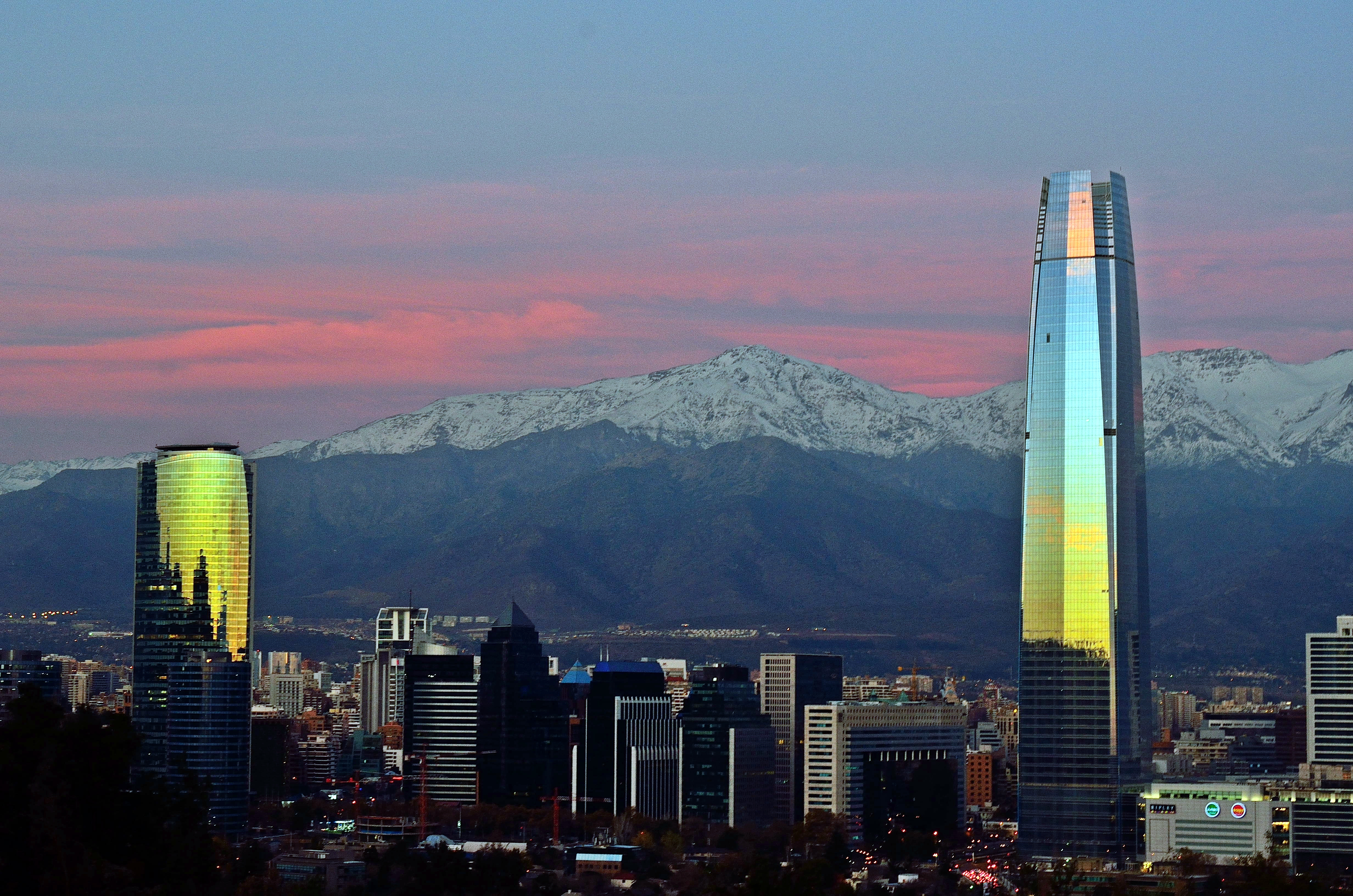
Гран Торре Сантьяго (300 м)
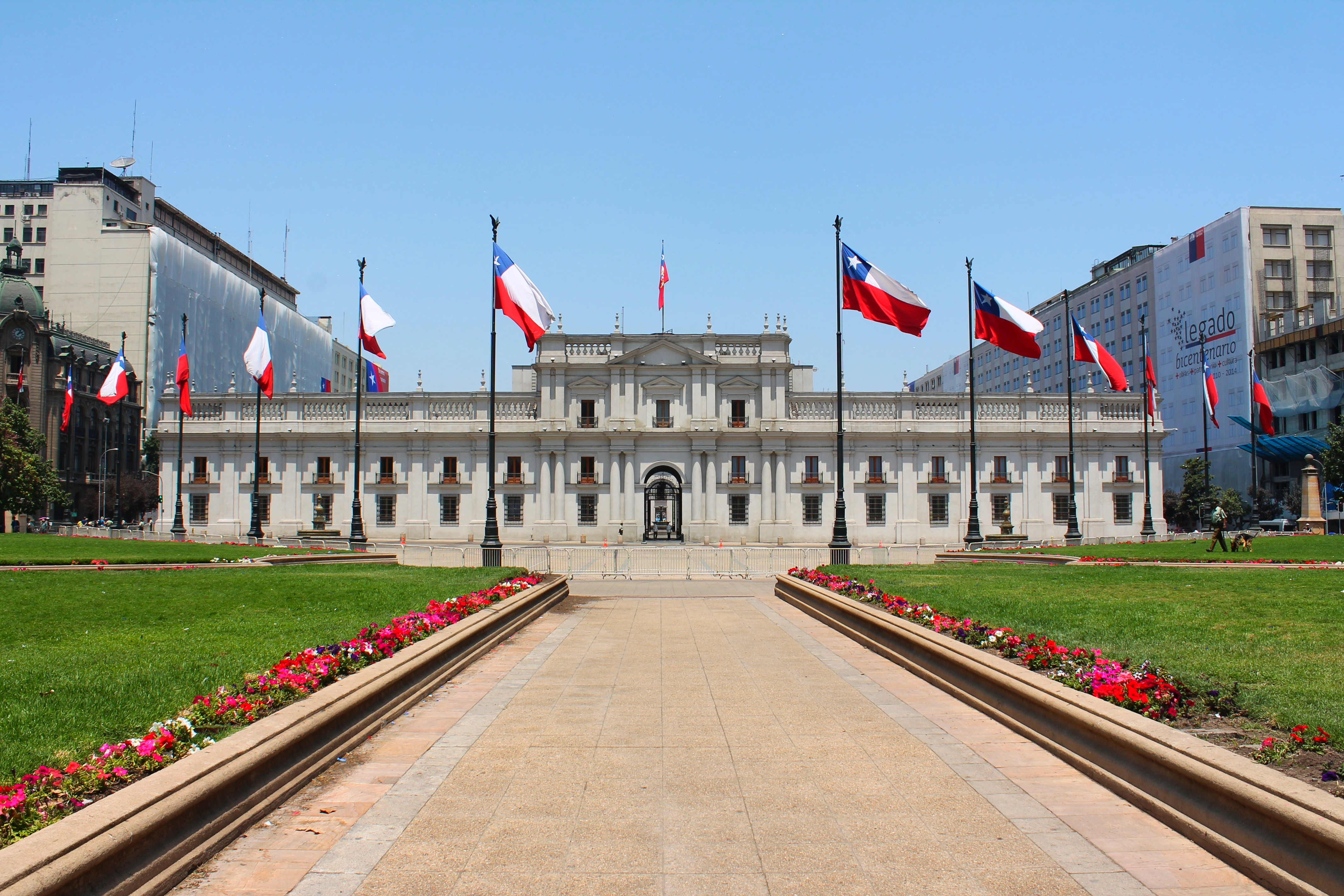
Дворец президента Ла-Монеда
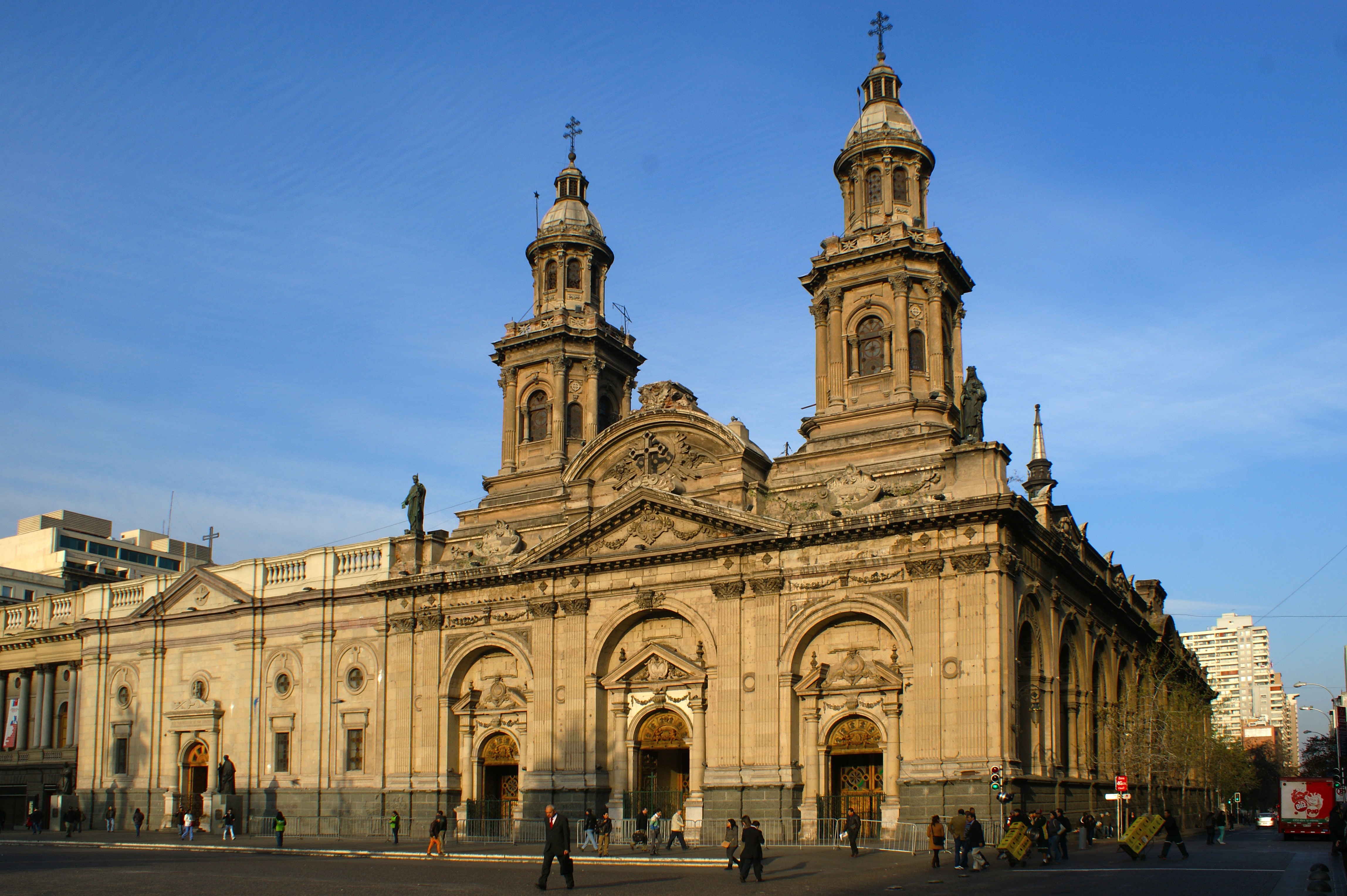
Кафедральный собор

## Города-побратимы
| - Алжир, Алжир - Анкара, Турция - Афины, Греция - Богота, Колумбия - Буэнос-Айрес, Аргентина - Гуаякиль, Эквадор - Каракас, Венесуэла - Киев, Украина - Кито, Эквадор - Лангрео, Испания - Ла-Пас, Боливия | - Мадрид, Испания - Майами, США - Манила, Филиппины - Манагуа, Никарагуа - Миннеаполис, США - Монреаль, Канада - Пекин, КНР - Пласенсия, Испания - Рига, Латвия - Санкт-Петербург, Россия - Сан-Паулу, Бразилия | - Сантьяго-де-Верагуас, Панама - Сантьяго-де-Компостела, Испания - Сантьяго-де-Керетаро, Мексика - Сан-Хосе, Коста-Рика - Сапопан, Мексика - Сеул, Южная Корея - София, Болгария - Сукре, Боливия - Танжер, Марокко - Тунис, Тунис - Хэфэй, КНР |

У одного города-побратима, Киева, есть площадь, названная в честь Сантьяго.